# Anna Reese
 (mai 2019).
Anna Reese (แอนนา รีส / Anna Ris), née le 4 octobre 1987, est une actrice thaïlandaise (ou anglo-thaïlandaise). Son nom véritable est Anna Hambawaris (แอนนา แฮมบาวริส) .

## Biographie
En 2000, à l'âge de 13 ans, Anna Ris joue le rôle de l'héroïne enfant dans le western Les Larmes du Tigre Noir de Wisit Sasanatieng. 
En 2008, elle est l'une des trois actrices principales du film d'aventure légèrement historique et très fantastique à gros budget Pirates de Langkasuka réalisé par Nonzee Nimibutr. 
En 2015, en état d'ébriété, elle tue accidentellement un policier dans un accident de la route. 
En 2017, cette actrice alors âgée de 30 ans est arrêtée en Thaïlande pour conduite en état d'ivresse, deux ans après avoir tué un policier thaïlandais lors d'un accident de voiture où elle avait percuté la voiture du policier alors qu'elle était sous l'emprise de l'alcool. Ce dramatique accident met actuellement fin à la carrière cinématographique d'Anna Ris. 

## Filmographie

### Cinéma
- 2000 : Les Larmes du tigre noir : Rumpoey enfant (รำเพย วัยเด็ก)
- 2004 :  อลเวงมนต์เพลงเสียงอิสาน : เคธี่
- 2006 : The Letters of Death (เดอะเลตเตอร์ เขียนเป็นส่งตาย) : แพรไหม
- 2008 : Pirates de Langkasuka : la princesse Ungu (เจ้าหญิงอูงู)[8]
- 2009 : Mahalai sayongkwan (มหา'ลัยสยองขวัญ) : Saa (สา)
- 2010 : น้ำตาลแดง 2 : เพื่อนสาว 1 (ทฤษฎีบนโต๊ะอาหาร)

### Télévision
- 2006 : กุหลาบตัดเพชร
- 2006 : เทใจรักนักวางแผน
- 2012 : Uncanny X-Men : Beth Ann